# Archytas (månkrater)
Archytas är en stor nedslagskrater på månen. Kratern är belägen vid den nordliga utkanten av Mare Frigoris på månens framsida. 
Kratern är uppkallad efter den grekiska astronomen, matematikern och filosofen Archytas (428 f.Kr. - 347 f.Kr.). Kratern fick sitt namn officiellt tilldelat av den Internationella astronomiska unionen (IAU) år 1935., , 
Kratern observerades för första gången år 1645 av Johannes Hevelius.

## Omgivning
Till nordväst ligger den till storleken motsvarande kratern Timaeus, och den mindre Protagoras ligger i motsatt riktning mot sydöst. Längre mot sydväst, på den andra sidan av den motsatta kanten av maret ligger den framträdande kratern Plato.

## Satellitkratrar
De kratrar, som kallas satelliter, är små kratrar som ligger i eller nära huvudkratern. Deras bildning är vanligtvis oberoende av detta, men de ges samma namn som huvudkratern med tillägget av en stor bokstav. På månkartor är dessa objekt genom konvention identifierade genom att placera ut bokstaven på den sida av kraterns mittpunkt som är närmast huvudkratern., , 
Archytas har följande satellitkratrar:
| Archytas | Latitud | Longitud | Diameter |
| -------- | ------- | -------- | -------- |
| B        | 61,3° N | 3,2° Ö   | 36 km    |
| D        | 63,5° N | 11,8° Ö  | 43 km    |
| G        | 55,6° N | 0,5° Ö   | 7 km     |
| K        | 62,6° N | 7,7° Ö   | 15 km    |
| L        | 56,2° N | 0,9° Ö   | 5 km     |
| U        | 62,8° N | 9,2° Ö   | 8 km     |
| W        | 61,2° N | 5,2° Ö   | 6 km     |

### Fotnoter
1. 1 2  (engelska) NASAs sida om månekratrar: ”Moon nomenclature -Crater”. på http://lunar.arc.nasa.gov/ The Lunar Prospector Website, NASA Ames Research Center. Arkiverad från originalet den 5 juli 2009. https://web.archive.org/web/20090705213229/http://lunar.arc.nasa.gov/printerready/science/geography_items/carters/craters_a.html.
2. 1 2 3 4  (engelska) Deskriptiva data om månekratrar på hemsidan från USA:s geologiska institut. (Klicka på det relevanta namnet) : ”Gazetteer of Planetary Nomenclature - Moon Nomenclature: Crater, craters”. från http://planetarynames.wr.usgs.gov/ Astrogeology Research Program, U.S. Geological Survey. Arkiverad från originalet den 7 mars 2010. https://web.archive.org/web/20100307113446/http://planetarynames.wr.usgs.gov/jsp/FeatureTypesData2.jsp?systemID=3&bodyID=11&typeID=9&system=Earth&body=Moon&type=Crater,%20craters&sort=AName&show=Fname&show=Lat&show=Long&show=Diam&show=Stat&show=Orig. Läst 5 augusti 2007.
3. 1 2  (engelska) Archytas på Wikien The Moon
4. 1 2  (franska) Program (under GNU-licens) och integrerad databas: ”Atlas Virtuel de la Lune”. från http://www.astrosurf.com/ Portail de l'Astronomie en France af Patrick Chevalley og Christian Legrand. Arkiverad från originalet den 14 maj 2008. https://web.archive.org/web/20080514072927/http://www.astrosurf.com/avl/FR_index.html. Läst 20 april 2009.
5. 1 2  (tyska) Lista över officiella namn på månkratrar från en tysk astronomihemsida : ”Krater mit individuellem Namen (Kratrar med individuella namn)”. från http://www.astrolink.de/. http://www.astrolink.de/p012/p01204/p01204090000a.htm.
6. ↑  I allmänhet tilldelade IAU de officiella namnen till kratrarna på månens framsida år 1935, till kratrarna på månens baksida år 1970, och slutligen har vissa mindre kratrar (som tidigare ansågs vara satellitkratrar) fått nya namn från 1973 och framåt. Se :
  - (engelska) USA:s geologiska undersökning: ”Gazetteer of Planetary Nomenclature - History of Planetary Nomenclature”. från http://planetarynames.wr.usgs.gov/ Astrogeology Research Program, U.S. Geological Survey. http://planetarynames.wr.usgs.gov/history.html.
  - (franska) Mario Tessier (12 maj 1998). ”La cartographie lunaire: des origines au XXeme siècle (Månens kartografi: Från begynnelsen till det 20:e århundradet)”. från http://pages.infinit.net/noxoculi/ Nox Oculis. Arkiverad från originalet den 5 december 2008. https://web.archive.org/web/20081205073741/http://pages.infinit.net/noxoculi/lune3.html. Läst 20 april 2009.
7. ↑  Lpi-måneatlas
8. ↑  (engelska) Fullständig nomenklatur för månkratrarna : Jonathan McDowell (12 maj 2004). ”Lunar Craters”. från http://host.planet4589.org/astro/lunar/ Lunar Nomenclature. Arkiverad från originalet den 23 februari 2011. http://archive.wikiwix.com/cache/20110223201438/http://host.planet4589.org/astro/lunar/Craters. Läst 20 april 2009.
9. ↑  (engelska) Bussey, B., Spudis, P., (2004). The Clementine Atlas of the Moon. Cambridge University Press. ISBN 0-521-81528-2
10. ↑  (engelska) ”Coded Topography and Shaded Relief Maps of the Moon”. från http://planetarynames.wr.usgs.gov/ Astrogeology Research Program. U.S. Geological Survey. http://planetarynames.wr.usgs.gov/dAtlas.html.